# نيكولوز باسيلاشفيلي
نيكولوز باسيلاشفيلي (بالجورجية:ნიკოლოზ ბასილაშვილი) مواليد 23 فبراير 1992 في تبليسي، هو لاعب كرة مضرب يلعب باليد اليمنى ويحتل حالياً المرتبة رقم. 116 (1 فبراير 2016) في تصنيف رابطة محترفي كرة المضرب. أعلى تصنيف له في الفردي كان المركز الـ 86 في سنة 2015.

## روابط خارجية
- نيكولوز باسيلاشفيلي على موقع رابطة محترفي التنس (الإنجليزية)
- نيكولوز باسيلاشفيلي على موقع الاتحاد الدولي لكرة المضرب (الإنجليزية)
- نيكولوز باسيلاشفيلي على موقع كأس ديفيز (الإنجليزية)
- نيكولوز باسيلاشفيلي على موقع خلاصة التنس.كوم (الإنجليزية)
- نيكولوز باسيلاشفيلي على موقع إي إس بي إن.كوم (الإنجليزية)
- نيكولوز باسيلاشفيلي على موقع أوليمبيديا (الإنجليزية)